# Dom DeLuise
Dominick "Dom" DeLuise, född 1 augusti 1933 i Brooklyn i New York, död 4 maj 2009 i Santa Monica i Kalifornien, var en amerikansk skådespelare, komiker och matlagningsprogramvärd. Han var mest känd för sina komiska roller i flera filmer som regisserades av Mel Brooks.
Dom DeLuise var far till skådespelarna Michael, Peter och David DeLuise. Dom DeLuise avled 4 maj 2009 efter en tids sjukdom.

## Filmografi i urval
- 1964 – Bombsäkert
- 1966 – Spion i trosor
- 1970 – Det våras för svärmor
- 1974 – Det våras för sheriffen
- 1975 – Sherlock Holmes' smarta brorsa
- 1976 – Det våras för stumfilmen

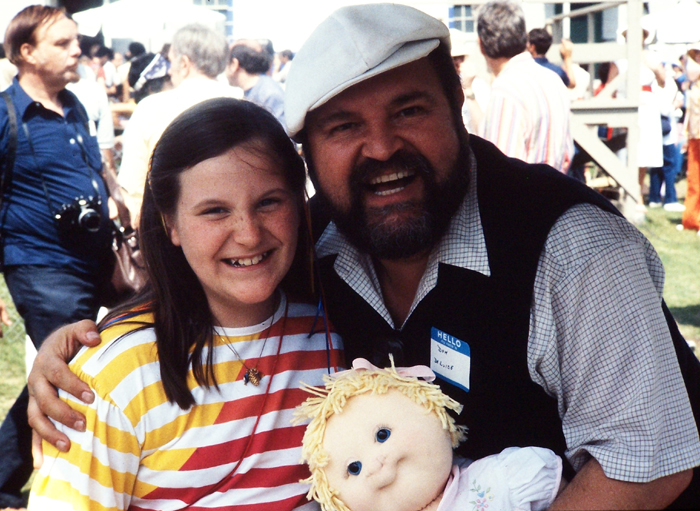
Dom DeLuise (höger) 1983.

- 1978 – Snacka om deckare, alltså!
- 1979 – Mupparna
- 1980 – Nu blåser vi snuten igen
- 1981 – Det våras för världshistorien del 1
- 1981 – Mitt i plåten!
- 1982 – Brisby och Nimhs hemlighet (röst)
- 1982 – Det bästa lilla horhuset i Texas
- 1984 – Cannonball Run II
- 1984 – Johnny Dangerously
- 1986 – Resan till Amerika (röst)
- 1987 – Det våras för rymden
- 1988 – Oliver & gänget (röst)
- 1989 – 21 Jump Street (TV-serie) (gästroll)
- 1989 – Änglahund (röst)
- 1991 – Resan till Amerika – Fievel i vilda västern (röst)
- 1993 – Diagnos mord (TV-serie) (gästroll)
- 1993 – Robin Hood - Karlar i trikåer
- 1994 – När skinkorna tystnar
- 1994 – Trollet i parken (röst)
- 1994 – Don't Drink the Water (TV-film)
- 1994–1995 – Mord, mina herrar (TV-serie)
- 1996 – Toonstruck (datorspel; röst)
- 1996 – Änglahund 2 (röst)
- 1997 – Ko och Kyckling (TV-serie) (röst)
- 1997 – Tredje klotet från solen (TV-serie) (gästroll)
- 1998 – Brisby och Nimhs hemlighet 2: Timmys färd till Nimh (röst)
- 1998 – Sabrina tonårshäxan (TV-serie) (gästroll)
- 1999 – Stargate SG-1 (TV-serie) (gästroll)